# Latarnia morska Kihnu
Latarnia morska na wyspie Kihnu (est. Kihnu tuletorn) – latarnia pochodząca z roku 1865, położona w południowej części estońskiej wyspy. Wysoka na 28 m. Używa soczewek Fresnela.

## Dane techniczne
- Położenie: 58°05.823' N 23°58.266' E
- Wysokość wieży: 28 m
- Wysokość światła: 29 m n.p.m.
- Zasięg światła:
  - 11 Mm (białe) 262°–225°
  - 7 Mm (czerwone) 225°–262°
- Charakterystyka światła
  - światło: 1,5 s
  - przerwa: 1,5 s
  - światło: 1,5 s
  - przerwa: 7,5 s
  - okres: 12 s